# Renzo Garlaschelli
Renzo Garlaschelli (* 29. März 1950 in Vidigulfo) ist ein ehemaliger italienischer Fußballspieler. Er war Teil der Mannschaft von Lazio Rom, die 1974 den ersten Meistertitel überhaupt für den Verein holte.

## Karriere
Renzo Garlaschelli, geboren am 29. März 1950 im lombardischen Vidigulfo, begann mit dem Fußballspielen beim unterklassigen Verein ACD Sant’Angelo 1907, wo der Stürmer mit südamerikanischen Wurzeln von 1968 bis 1969 in 32 Ligapartien auf dem Platz stand. Im Sommer 1969 verpflichtete ihn der Zweitligist Como Calcio, wo Garlaschelli in der Folge drei Jahre lang bis 1972 unter Vertrag stand. In dieser Zeit brachte er es auf insgesamt 72 Ligapartien und sechs Tore für Como. In seinem letzten Jahr am Comer See verpasste Garlaschelli mit seiner Mannschaft nur knapp den Aufstieg in die Serie A, diesen sicherte sich in dieser Saison beispielsweise Lazio Rom. 
Zu ebendiesem Verein wechselte Renzo Garlaschelli im Sommer 1972 dann auch und läutete damit die erfolgreichste Zeit seiner fußballerischen Laufbahn ein. Lazio Rom etablierte sich unter Trainer Tommaso Maestrelli als Aufsteiger direkt in den oberen Gefilden der Serie A. Gleich in der ersten Spielzeit, der Serie A 1972/73, wurde man als Neuling Dritter, gerade einmal zwei Zähler hinter Meister Juventus Turin. Ein Jahr später gelang Lazio dann die ganz große Sensation. In der Serie A 1973/74 spielte man eine ausgezeichnete Saison und rangierte nach dem Ende aller Spieltage auf dem ersten Platz mit zwei Punkten vor Juventus Turin. Dieser Titelgewinn war der erste überhaupt für Lazio Rom in der Vereinsgeschichte und für 26 Jahre auch der Letzte. Renzo Garlaschelli war ganz entscheidend an der Meisterschaft beteiligt, mit zehn Saisontreffern war er hinter Giorgio Chinaglia der erfolgreichste Torschütze in Maestrellis Meistermannschaft. Die Jahre nach der Meisterschaft liefen für Lazio dann aber weniger erbaulich. Nachdem man 1974/75 lange Zeit um die Meisterschaft mitgespielt hatte, wurde im April 1975 bei Trainer Maestrelli Krebs festgestellt, Roberto Lovati übernahm und konnte seine Mannschaft nur auf Rang vier, sechs Zähler hinter Meister Juventus, führen. In der Saison 1975/76 konnte man gar den Abstieg nur um ein Haar verhindern. Nach zwischenzeitlichem Aufbäumen wurden die Platzierungen in den folgenden Jahren immer miserabler und Lazio Rom musste in der Saison 1979/80 nur sechs Jahre nach dem Meistertitel den Gang zurück in die Zweitklassigkeit antreten. Ausschlaggebend hierfür war aber der so genannte Totonero-Skandals. In diesen Bestechungsskandal war Lazio Rom neben dem AC Mailand am meisten involviert und bekam einen Zwangsabstieg aus der ersten Liga aufgedrückt. Anders als Milan verfehlte Lazio aber die direkte Rückkehr ins italienische Fußballoberhaus, man belegte in der Serie B 1980/81 nur den vierten Platz hinter dem AC Mailand, dem AC Cesena sowie dem CFC Genua. Gar nur als Elfter schloss Lazio Rom die Serie B 1981/82 dann ab, die auch die letzte Spielzeit von Renzo Garlaschelli bei dem Verein sein sollte. Danach kehrte der Angreifer Lazio nach 228 Ligaspielen und 51 Treffern im Ligabetrieb den Rücken. Bis heute ist Garlaschelli in der Liste der Spieler mit den meisten Einsätzen für Lazio Rom auf dem zehnten Platz gesetzt, bei der Liste der besten Torschützen belegt er sogar den siebten Platz.
Nach seinem Abschied von Lazio Rom ließ Renzo Garlaschelli, der im Übrigen nie zu einem Länderspiel für die italienische Fußballnationalmannschaft kam, seine spielerische Laufbahn beim AC Pavia ausklingen. Dort spielte er noch zwei Jahre und machte in dieser Zeit 46 Ligaspiele mit elf Toren.

## Erfolge
- Italienische Meisterschaft: 1×

1973/74 mit Lazio Rom